# Око за око (фильм, 1996)
«О́ко за о́ко» (англ. An Eye For An Eye) — американский кинофильм 1996 года, режиссёр Джон Шлезингер.

## Сюжет
Карен МакКанн (Салли Филд) — счастливая жена и мать двух дочерей, семнадцатилетней Джули и пятилетней Мэган. Джули — дочь Карен от первого брака, но её муж Мак любит девочку, как родную. На шестой день рождения Мэган родители и Джулия решают устроить ей праздник. На пути домой Карен звонит старшей дочери на сотовый телефон и во время разговора, женщина слышит, что Джули впустила кого-то в дом. Через несколько минут Карен слышит крики о помощи…
Приехав домой, Карен видит ужасающую картину: её старшую дочь изнасиловали и зверски убили. Позже, детективы находят виновника смерти Джули. Им оказывается служащий супермаркета Роберт Дуб. Однако суд выносит решение отпустить убийцу, так как не было предъявлено достаточно улик. От отчаяния, Карен начинает ходить на встречи с родителями, потерявших детей. Все, чего хочет Карен — это отомстить. Одна из её знакомых советует ей сфокусироваться на чём-то хорошем и проводить больше времени с младшей дочерью Мэган. Карен понимает, что из-за навалившихся на неё проблем, она совсем перестала интересоваться дочкой. Однако ситуация принимает неприятный поворот, когда Карен выясняет, что за Мэган следит убийца Джули, Роберт Дуб. Карен живёт в страхе за жизнь дочери и мужа.
Одна из новых знакомых Карен, Энджел, признаётся, что является агентом ФБР. Узнав, что Карен вынашивает план мести, Энджел советует ей не делать этого, так как это не будет расценено как «самооборона». Роберта Дуба вновь арестовывают за изнасилование и убийство молодой женщины. Как и в случае с Джули, маньяка выпускают на свободу. Карен, понимая, что ей не от кого ждать помощи, принимает решение действовать самой. «Око за око». Карен отправляет мужа и дочь к родственникам, а сама осуществляет свой план. Она готовит убийце ловушку и заманивает его в дом. Она стреляет в Дуба, после чего вызывает полицию. При этом Карен обставляет всё так, чтобы это выглядело самообороной. Однако детектив Дэнилло, который расследовал убийство её дочери, обо всём догадался. Он говорит Карен, что он знает правду, и что она его не провела. На это героиня отвечает: «Тогда докажите это».